# Туймазинский район
Туймази́нский райо́н (баш. Туймазы районы) — административно-территориальная единица (район) и муниципальное образование (муниципальный район) в её границах под наименованием муниципальный район Туймазинский район (баш. Туймазы районы муниципаль районы) в Республике Башкортостан Российской Федерации.
Административный центр — город Туймазы.
Туймазинский район  – «западные ворота» региона, расположен в центре Бугульмино-Белебеевской возвышенности, граничит с Шаранским, Буздякским, Белебеевским и Ермекеевским районами республики, на западе – с Республикой Татарстан. Расстояние до Уфы – 176 км.
Площадь района – 240 тыс. гектаров (21 место среди муниципальных районов республики).

## География
Район находится на западе Башкортостана. На западе граничит с Татарстаном и городским округом город Октябрьский. Район занимает центральную часть Бугульминско-Белебеевской возвышенности. Открыты месторождения нефти, песчаников, гипса, кирпичного сырья, агрономических руд. По западной части территории района протекает река Ик, по южной — река Кидаш, по центральной и северо-западной — река Усень. Район входит в тёплый, засушливый агроклиматический регион. Территория по нижнему течению реки Усень относится к Предуральской степи с типичными чернозёмами, в более приподнятой части имеются значительные площади широколиственных лесов из липы, клёна и дуба, на юго-востоке — островки берёзовых и осиновых лесов. Леса занимают 75276 га, сельскохозяйственные угодья — 134375 га, в том числе пашня — 76631 га, сенокосы — 15415 га, пастбища — 40876 га.

## История
Район образован в 1930 году.
Территория района ранее относилась к Кыр-Еланской, Канлинской, Киргизской, Кубовской и Байлярской волостям.
В 1798—1865 гг. деревни этих волостей входили в 12-й кантон.
Территория района начинает заселяться в первой четверти XVIII века.
В течение XVIII—XIX веков население полностью было сельским, поселковое, а затем и городское население появляется с момента основания станции Туймазы. К 15 августа 1914 года завершается строительство Волго-Бугульминской железной дороги, соединившей в 1912 году Поволжье и центр Башкирии. По ходатайству Сибирского Земского собрания в 1898 году была построена железнодорожная линия, связавшая город Симбирск с центром России. А в 1912 году по отрезку Самаро-Златоустовской железной дороги через будущую станцию Туймазы проходит первый паровоз с несколькими вагонами, заполненными рабочими — строителями той же железной дороги. Так возникла станция Туймаза. В посёлке появились первые представители пролетариата в лице железнодорожников.
В мае 1923 года в результате укрупнения волостей, Тюменякская, Нижне-Заитовская, Аднагуловская, Верхне-Бишиндинская волости объединились в Аднагуловскую, с центром в пристанционном селении Туймазы, а Николаевская волость объединилась с Верхнетроицкой. В 1925 году в результате разукрупнения Раймановского сельсовета образовался Туймазинский сельский совет, первым председателем его избрали Фатима Шакирьянова.
Постановлением ВЦИК от 20 августа 1930 года в Башкирской АССР было создано 48 районов, в том числе Туймазинский с центром в селении Туймаза. В состав Туймазинского района вошли волости Белебеевского кантона.
В 1935 году территория района вошла в состав Ермекеевского и Шаранского районов, в 1937—1956 годах часть территории района находилась в составе Кандринского района. В 1963—1965 годах в состав Туймазинского района входили территории Бакалинского, Буздякского и Шаранского районов.
Промышленное развитие города Туймазы началось в 40-х годах прошлого века, после открытия самого крупного на территории Башкортостана нефтяного месторождения. Здесь добывали и до сих пор добывают качественную девонскую нефть. К середине 50-х годов прошлого столетия наш район становится одним из центров нефтедобывающей промышленности Башкирии. Поселки (ныне села) — Субханкулово, Серафимовский, Кандры выросли благодаря созданию нефтегазовых производств.

## Население
| 1939     | 1959     | 1970     | 1979     | 1989     | 2002     | 2008     | 2009     | 2010     |
| -------- | -------- | -------- | -------- | -------- | -------- | -------- | -------- | -------- |
| 53 846   | ↗99 218  | ↘48 533  | ↘39 273  | ↘30 654  | ↗30 923  | ↗129 993 | ↗130 548 | ↗131 225 |
| 2012     | 2013     | 2014     | 2015     | 2016     | 2017     | 2018     | 2019     | 2021     |
| ↘130 942 | ↗131 147 | ↗132 053 | ↗132 129 | ↗132 349 | ↗132 463 | ↘132 448 | ↘132 337 | ↘131 728 |

Согласно прогнозу Минэкономразвития России, численность населения будет составлять:
- 2024 — 135,99 тыс. чел.
- 2035 — 138,58 тыс. чел.

### Урбанизация
Численность населения составляет более 132 тыс. человек, в том числе в городе Туймазы проживает более 68 тысяч человек, 64 тысячи – в сельской местности (1 место по численности населения среди муниципальных районов республики и 4 место – включая города), плотность населения – 55,1 чел./кв. км.

### Национальный состав
Согласно Всероссийской переписи населения 2010 года: татары — 50998 38,5 %, башкиры — 44604 33,7 %, русские — 30201 22,8 %, чуваши — 1986 1,5 %, марийцы — 1854 1,4 %, лица других национальностей — 2781 2,1 %.
По итогам переписи населения 2020 года проживали следующие национальности (национальности менее 0,1 % и другое см. в сноске к строке «Другие»):
| Национальность | Численность, чел. | Доля     |
| -------------- | ----------------- | -------- |
| Башкиры        | 50 254            | 38,15 %  |
| Татары         | 46 983            | 35,67 %  |
| Русские        | 29 360            | 22,29 %  |
| Чуваши         | 1294              | 0,98 %   |
| Марийцы        | 1182              | 0,90 %   |
| Узбеки         | 381               | 0,29 %   |
| Украинцы       | 239               | 0,18 %   |
| Азербайджанцы  | 226               | 0,17 %   |
| Немцы          | 195               | 0,15 %   |
| Таджики        | 158               | 0,12 %   |
| Армяне         | 144               | 0,11 %   |
| Другие         | 1312              | 0,99 %   |
| Итого          | 131 728           | 100,00 % |

### Языковой состав
Согласно Всероссийской переписи населения 2010 года родными языками населения являлись:
татарский — 53,7 %, русский — 31,8 %, башкирский — 11 %.
Согласно Всероссийской переписи населения 2020 года родными языками населения являлись: татарский — 40 %, русский — 29,6 %, башкирский — 26,8 %.

## Административное деление
В Туймазинский район как административно-территориальную единицу республики входит 1 город районного значения и 18 сельсоветов.
В одноимённый муниципальный район в рамках местного самоуправления входит 19 муниципальных образований, в том числе 1 городское поселение и 18 сельских поселений.
Город Октябрьский образует отдельный городской округ и в состав района не входит.
| №        | Муниципальное образование     | Административный центр | Количество населённых пунктов | Население (чел.) | Площадь (км²) |
| -------- | ----------------------------- | ---------------------- | ----------------------------- | ---------------- | ------------- |
| 1e-06    | Городское поселение:          |                        |                               |                  | 68 587        |
| 1        | город Туймазы                 | город Туймазы          | 1                             | ↗68 349          | 42,40         |
| 1.000002 | Сельское поселение            |                        |                               |                  |               |
| 2        | Бишкураевский сельсовет       | село Бишкураево        | 7                             | ↘1964            | 160,43        |
| 3        | Верхнебишиндинский сельсовет  | село Верхние Бишинды   | 10                            | ↘2258            | 200,00        |
| 4        | Верхнетроицкий сельсовет      | село Верхнетроицкое    | 6                             | ↗1249            | 190,68        |
| 5        | Гафуровский сельсовет         | село Дуслык            | 6                             | ↗4186            | 113,38        |
| 6        | Ильчимбетовский сельсовет     | село Ильчимбетово      | 6                             | ↗2077            | 102,82        |
| 7        | Какрыбашевский сельсовет      | село Какрыбашево       | 7                             | ↗1858            | 91,37         |
| 8        | Кандринский сельсовет         | село Кандры            | 9                             | ↘12 918          | 181,02        |
| 9        | Карамалы-Губеевский сельсовет | село Карамалы-Губеево  | 6                             | ↘3155            | 217,05        |
| 10       | Каратовский сельсовет         | село Каратово          | 5                             | ↘905             | 164,48        |
| 11       | Нижнетроицкий сельсовет       | село Нижнетроицкий     | 1                             | ↘3761            | 20,18         |
| 12       | Николаевский сельсовет        | село Николаевка        | 10                            | ↘2116            | 235,13        |
| 13       | Сайрановский сельсовет        | село Сайраново         | 6                             | ↗1471            | 141,62        |
| 14       | Серафимовский сельсовет       | село Серафимовский     | 2                             | ↘9381            | 20,73         |
| 15       | Старотуймазинский сельсовет   | село Старые Туймазы    | 5                             | ↗2170            | 60,00         |
| 16       | Субханкуловский сельсовет     | село Субханкулово      | 5                             | ↘7932            | 56,29         |
| 17       | Татар-Улкановский сельсовет   | село Татар-Улканово    | 11                            | ↗2186            | 176,59        |
| 18       | Тюменяковский сельсовет       | село Тюменяк           | 6                             | ↗3923            | 128,96        |
| 19       | Чукадыбашевский сельсовет     | село Алексеевка        | 5                             | ↘682             | 100,39        |

### Населённые пункты
Муниципальный Туймазинский район включает 114 населенных пунктов. Муниципалитет является одним из наиболее насыщенных населенными пунктами муниципальных районов республики.

| Туймазы             | ↗68 349 |
| Кандры              | ↘10 138 |
| Серафимовский       | ↘8954   |
| Субханкулово        | ↘5595   |
| Нижнетроицкий       | ↘3555   |
| Дуслык              | ↗2145   |
| Старые Туймазы      | ↘1247   |
| Карамалы-Губеево    | ↗1120   |
| Гафурово            | ↗1083   |
| Тюменяк             | ↗1070   |
| Ильчимбетово        | ↗1067   |
| Первомайское        | ↘983    |
| Райманово           | ↗970    |
| Нуркеево            | ↗888    |
| Верхнетроицкое      | ↘816    |
| Старое Субханкулово | ↗784    |
| Какрыбашево         | ↗774    |
| Япрыково            | ↗755    |
| Нижние Бишинды      | ↗744    |
| Верхние Бишинды     | ↗725    |
| Николаевка          | ↗724    |
| Татар-Улканово      | ↗691    |
| Сайраново           | ↗688    |
| Бишкураево          | ↘680    |
| Туктагулово         | ↗658    |
| Ермухаметово        | ↘651    |
| Кандры-Кутуй        | ↘651    |
| Агиртамак           | ↗610    |
| Уязытамак           | ↗593    |
| Тукаево             | ↘587    |
| Кандрыкуль          | ↗547    |
| Кальшали            | ↗525    |
| Кендектамак         | ↗475    |
| Метевтамак          | ↗457    |
| Верхний Сардык      | ↗406    |
| Чукадытамак         | ↗398    |
| Балтаево            | ↗377    |
| Чукадыбашево        | ↗359    |

| Ермунчино         | ↘340 |
| Аблаево           | ↗315 |
| Урмекеево         | ↘315 |
| Старые Кандры     | ↘308 |
| Никитинка         | ↘303 |
| Горный            | ↘292 |
| Зигитяк           | ↘279 |
| Новые Бишинды     | ↗274 |
| Каратово          | ↘267 |
| Булат             | ↗266 |
| Аднагулово        | ↘258 |
| Алексеевка        | ↗257 |
| Фрунзе            | ↗241 |
| Воздвиженка       | ↗232 |
| Нижний Сардык     | ↘209 |
| Серафимовка       | ↗209 |
| Тюпкильды         | ↗209 |
| Исмаилово         | ↗197 |
| Тирян-Елга        | ↗189 |
| Каран-Бишинды     | ↗168 |
| Новонарышево      | ↘168 |
| Чуваш-Улканово    | ↗158 |
| Новоарсланбеково  | ↘150 |
| Бятки             | ↗146 |
| Покровка          | ↗143 |
| Константиновка    | ↗140 |
| Дарвино           | ↗138 |
| Кандры-Тюмекеево  | ↗135 |
| Имангулово        | ↗133 |
| Тимирово          | ↗132 |
| Имян-Купер        | ↘123 |
| Каин-Елга         | ↗119 |
| Староарсланбеково | ↘119 |
| Тукмак-Каран      | ↗119 |
| Бикметово         | ↘109 |
| Байракатуба       | ↗101 |
| Раевка            | ↗101 |
| Якшаево           | ↘85  |

| Липовый Ключ                | ↘84 |
| Карат-Тамак                 | ↘78 |
| Казнаковка                  | ↗77 |
| Айтактамак                  | ↗76 |
| Кызыл-Буляк                 | ↘76 |
| Самсыково                   | ↘76 |
| Мустафино                   | ↗73 |
| Киска-Елга                  | ↗71 |
| Александровка               | ↘62 |
| Чапаево                     | ↘56 |
| Таш-Кичу                    | ↘53 |
| Балагач-Куль                | ↗48 |
| Майское                     | ↗48 |
| Ардатовка                   | ↗47 |
| Максютово                   | ↘45 |
| Куюктамак                   | ↘42 |
| Ничка-Буляк                 | ↘41 |
| Мулла-Камыш                 | ↗40 |
| Атык                        | ↘37 |
| Нур                         | ↘31 |
| Камыштау                    | ↘29 |
| Кызыл-Таш                   | ↘26 |
| Кожай-Андреево              | ↗25 |
| Леонидовка                  | ↘25 |
| Нижняя Каран-Елга           | ↘19 |
| Новый Арслан                | ↘19 |
| Новосуккулово               | ↗18 |
| Бересклетовского Хозяйства  | ↘15 |
| Малое Бикметово             | ↘14 |
| Каран-Елга                  | ↘9  |
| Бахчисарай                  | ↗8  |
| Ольховка                    | ↘8  |
| Кармалка                    | ↗7  |
| Урняк                       | ↘7  |
| Знаменка                    | ↘0  |
| Малый Тукмак-Каран          | ↘0  |
| Салкын-Чишма                | →0  |
| Япрыковского Пожарного Депо | →0  |

## Экономика

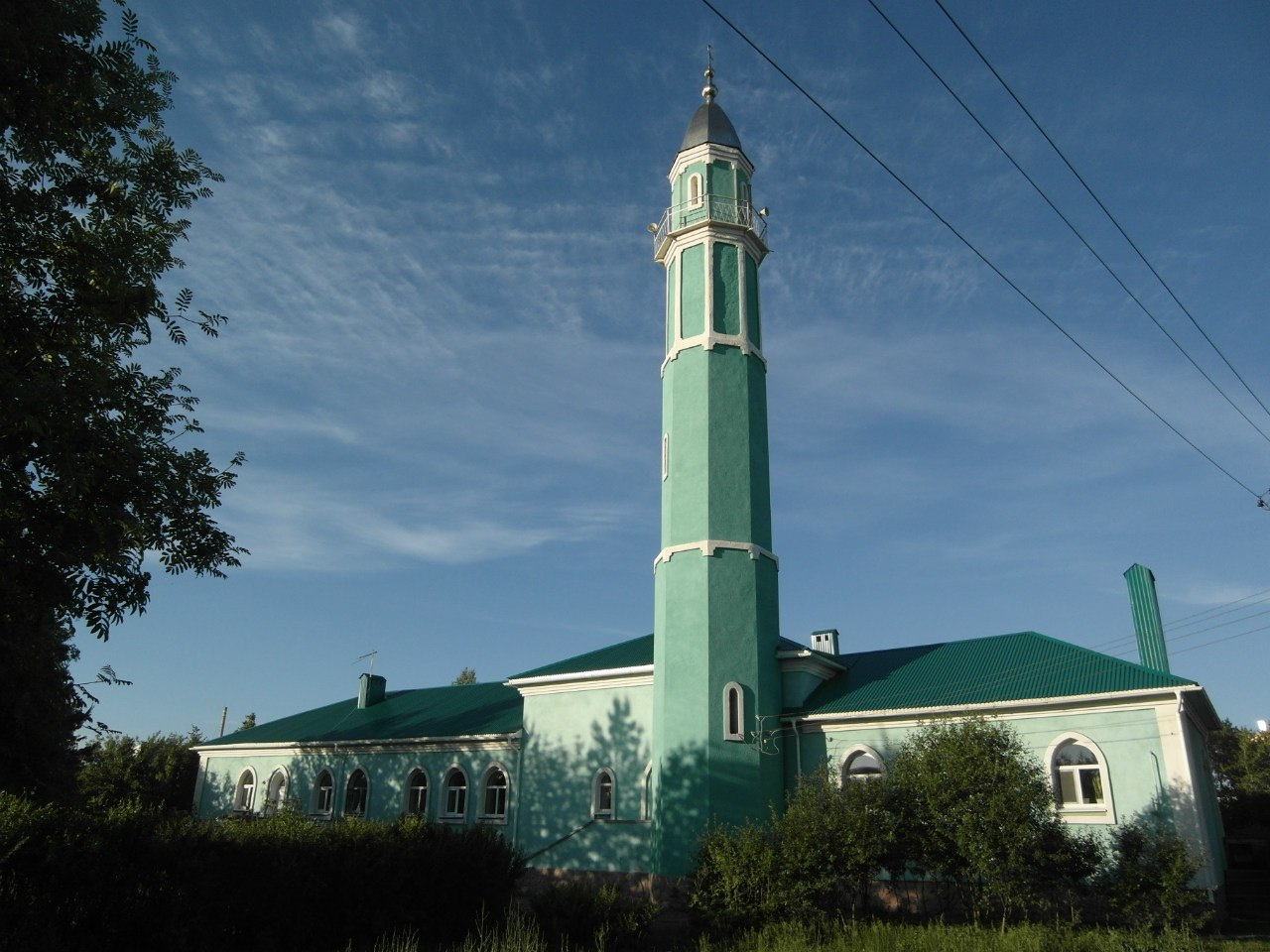
Мечеть «Аль-Фатиха», Туймазы

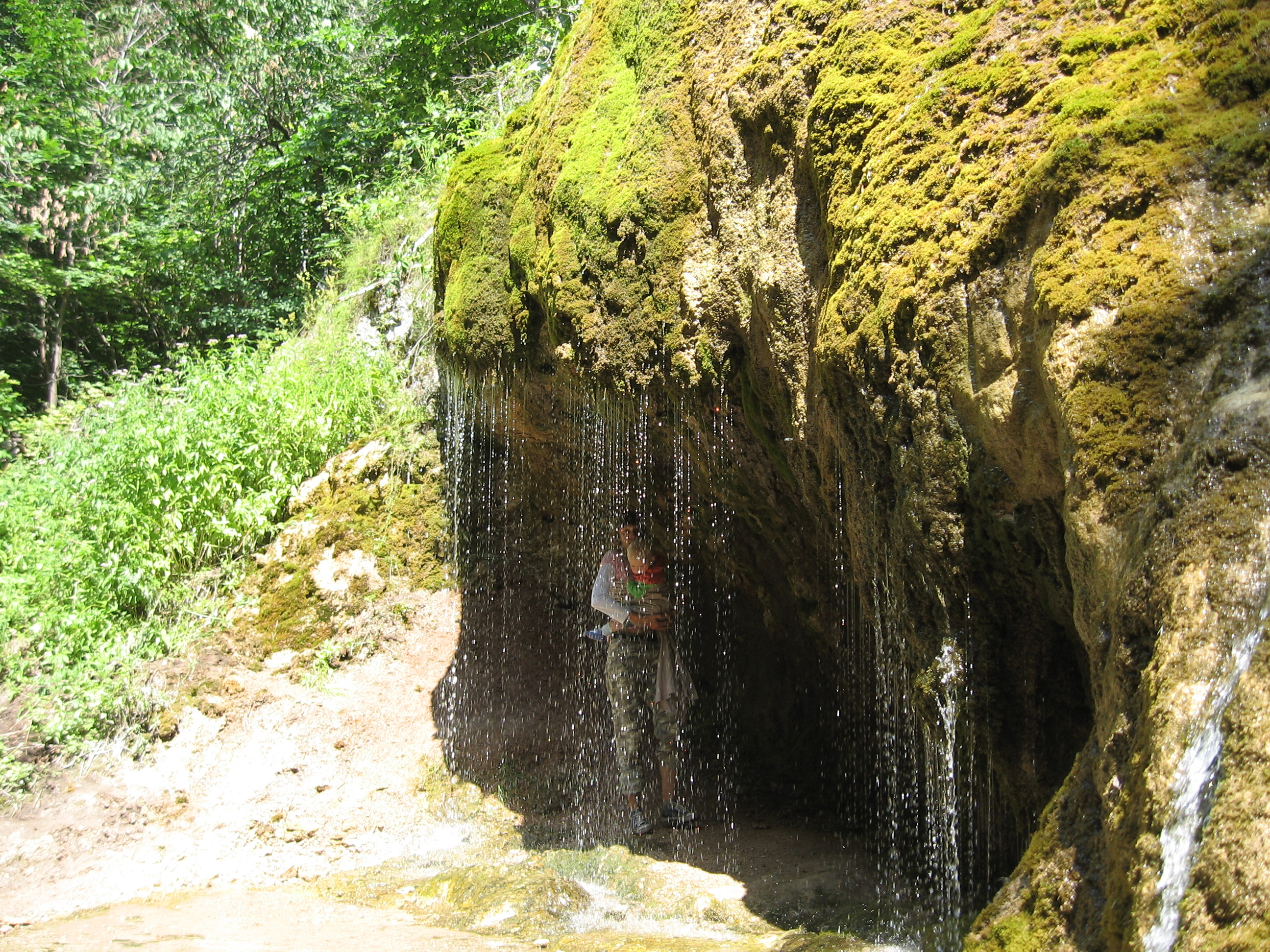
Шумиловский водопад

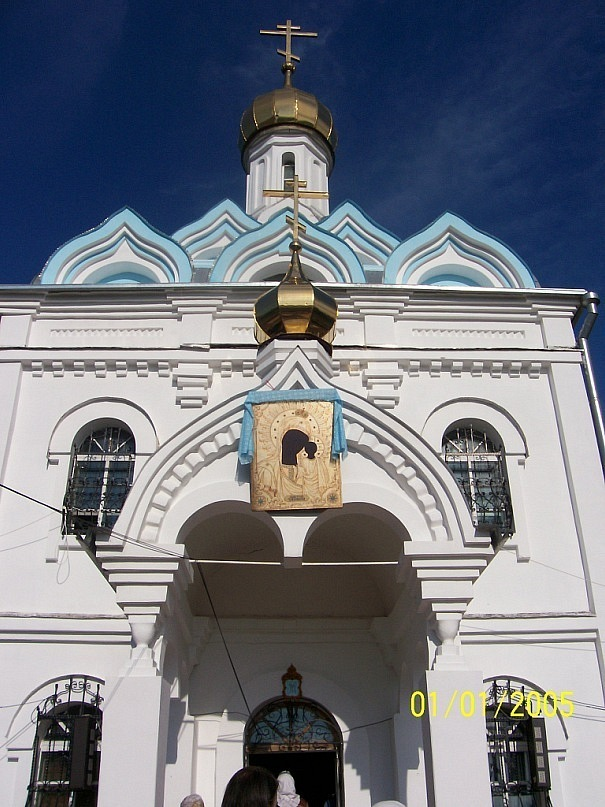
Туймазинская Церковь

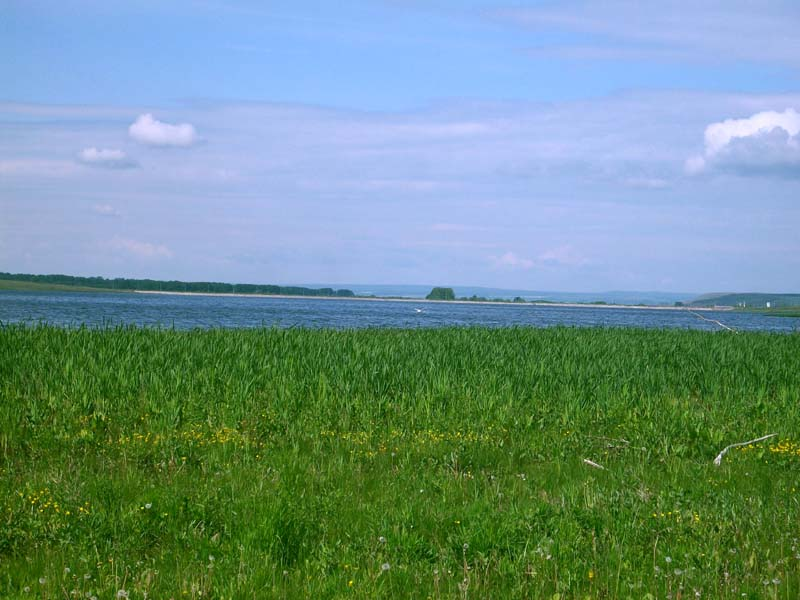
Туймазинский район

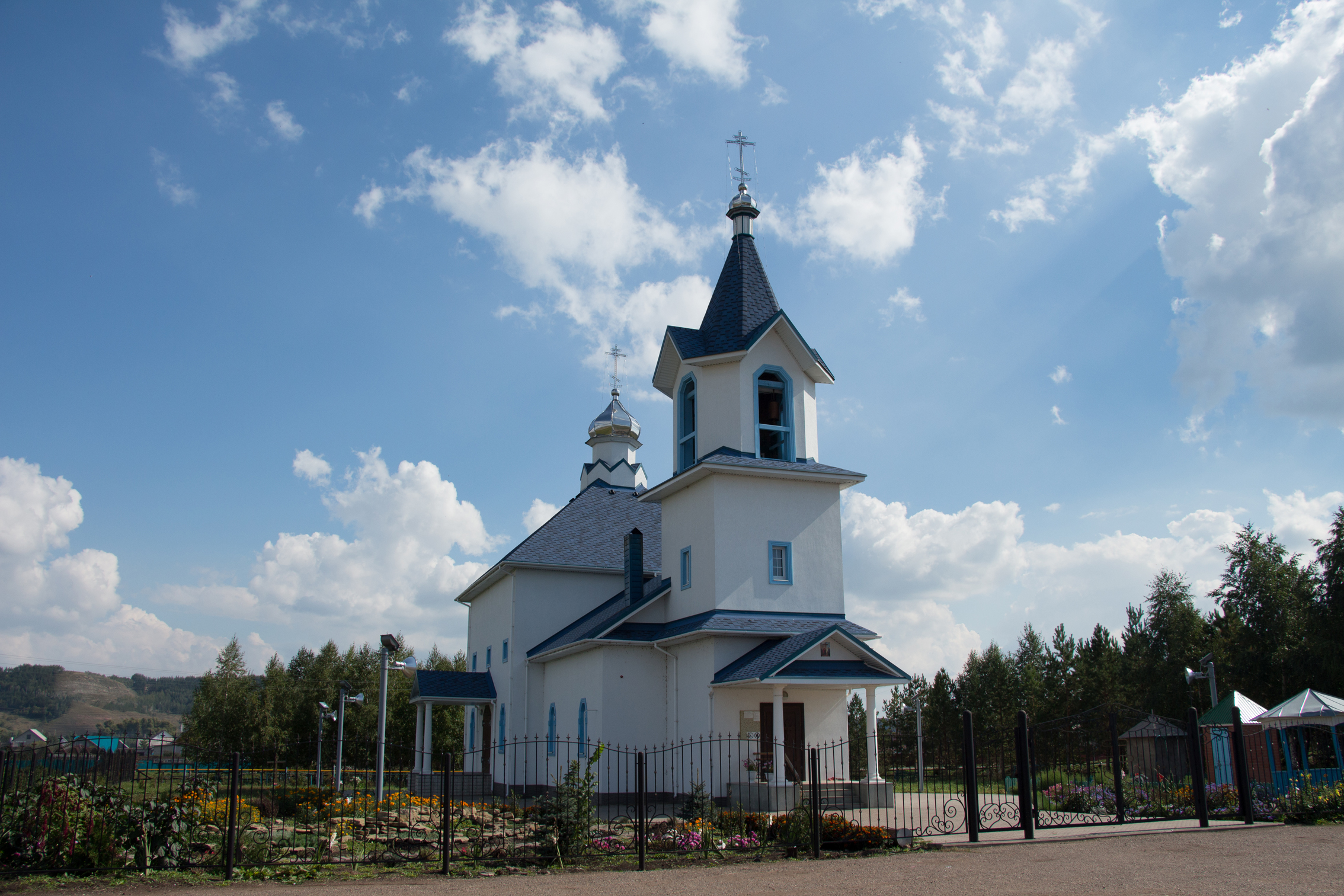
Крестовоздвиженская Церковь

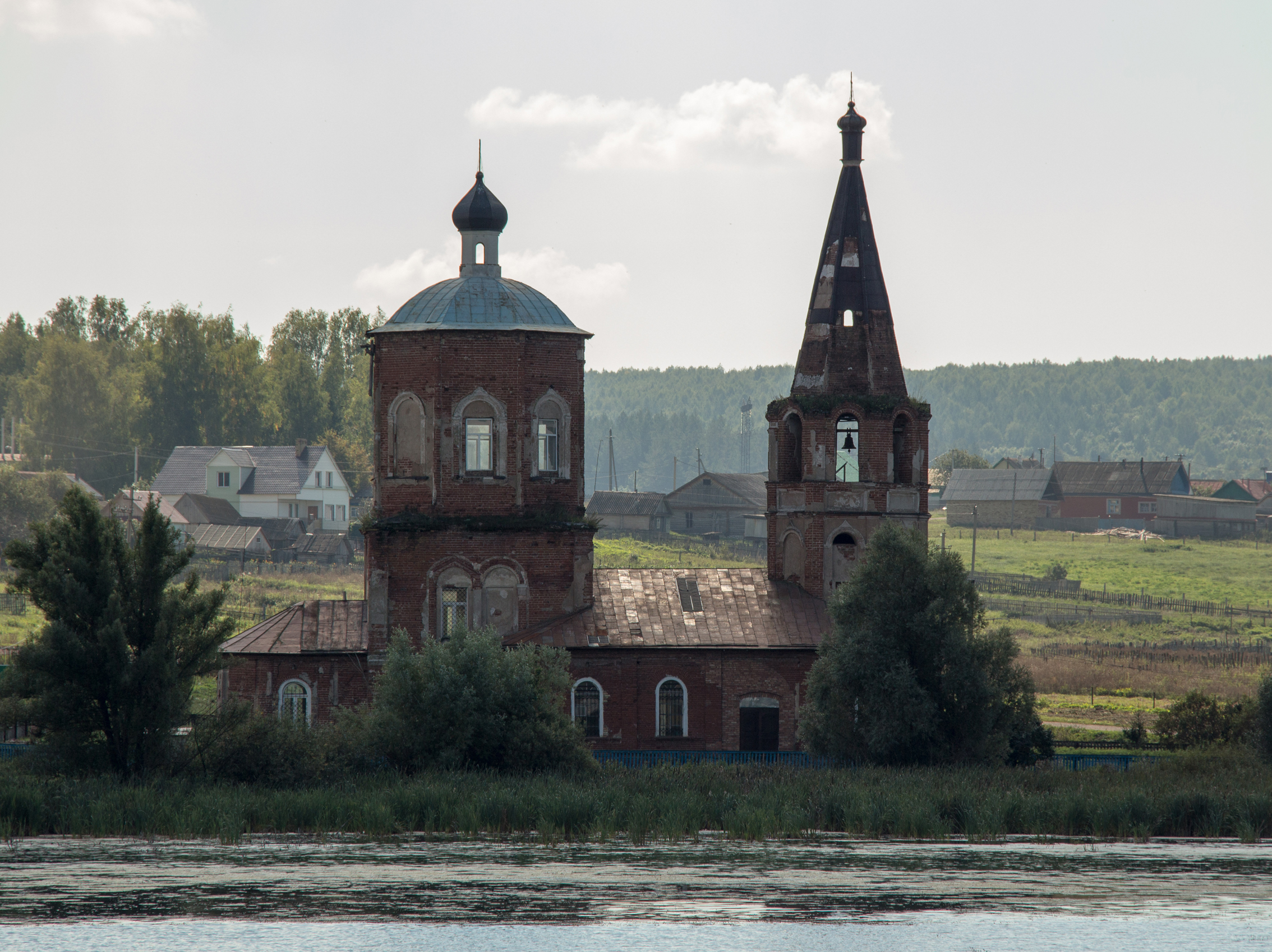
Троицкая Церковь

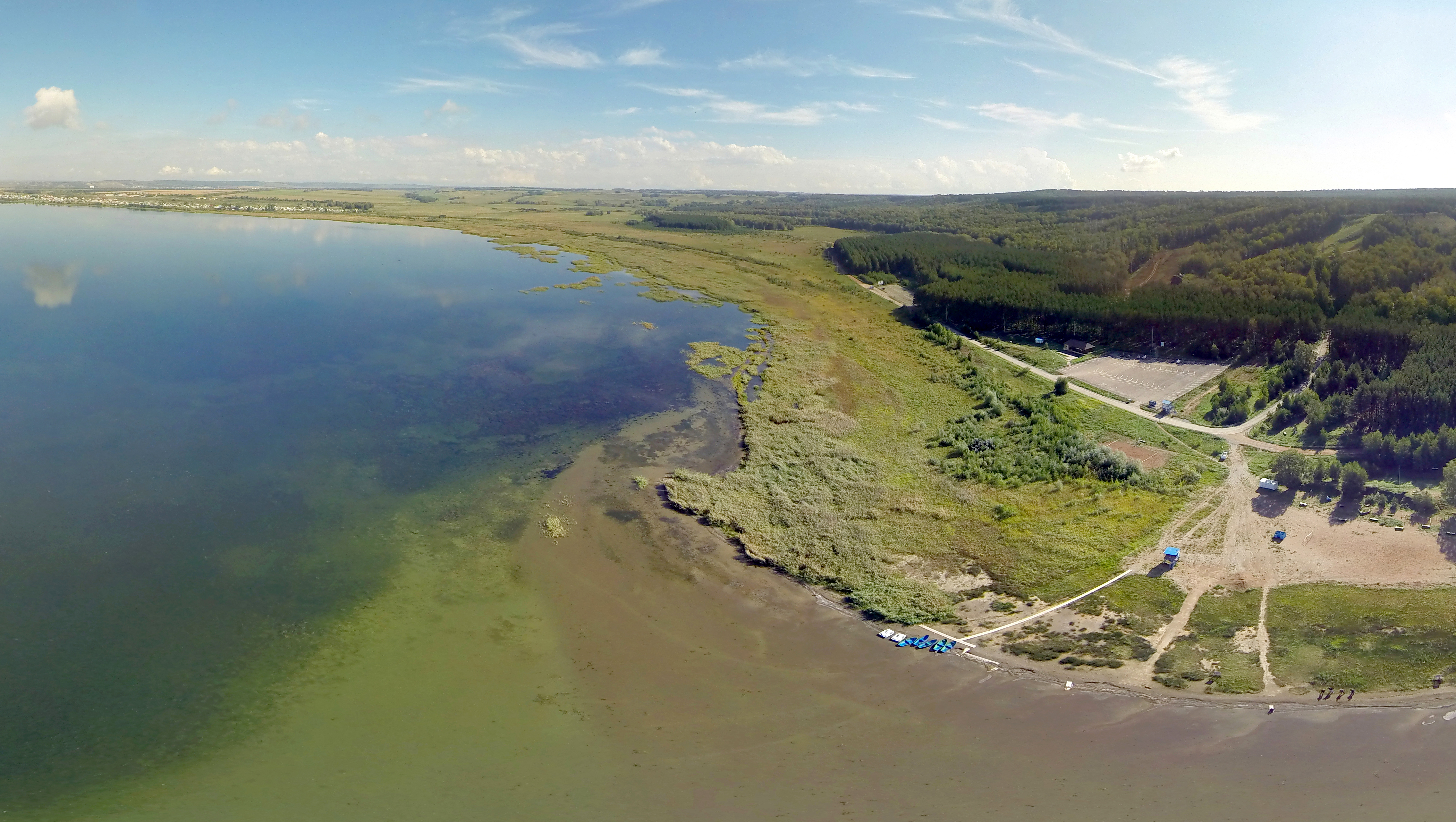
Озеро Кандрыкуль

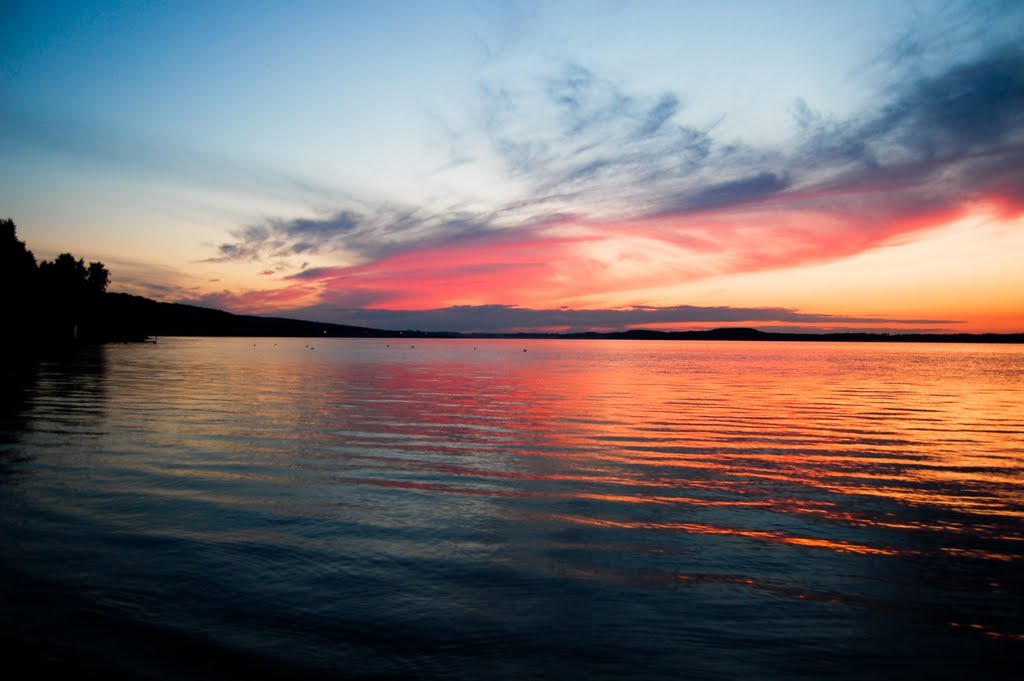
Закат на озере Кандрыкуль

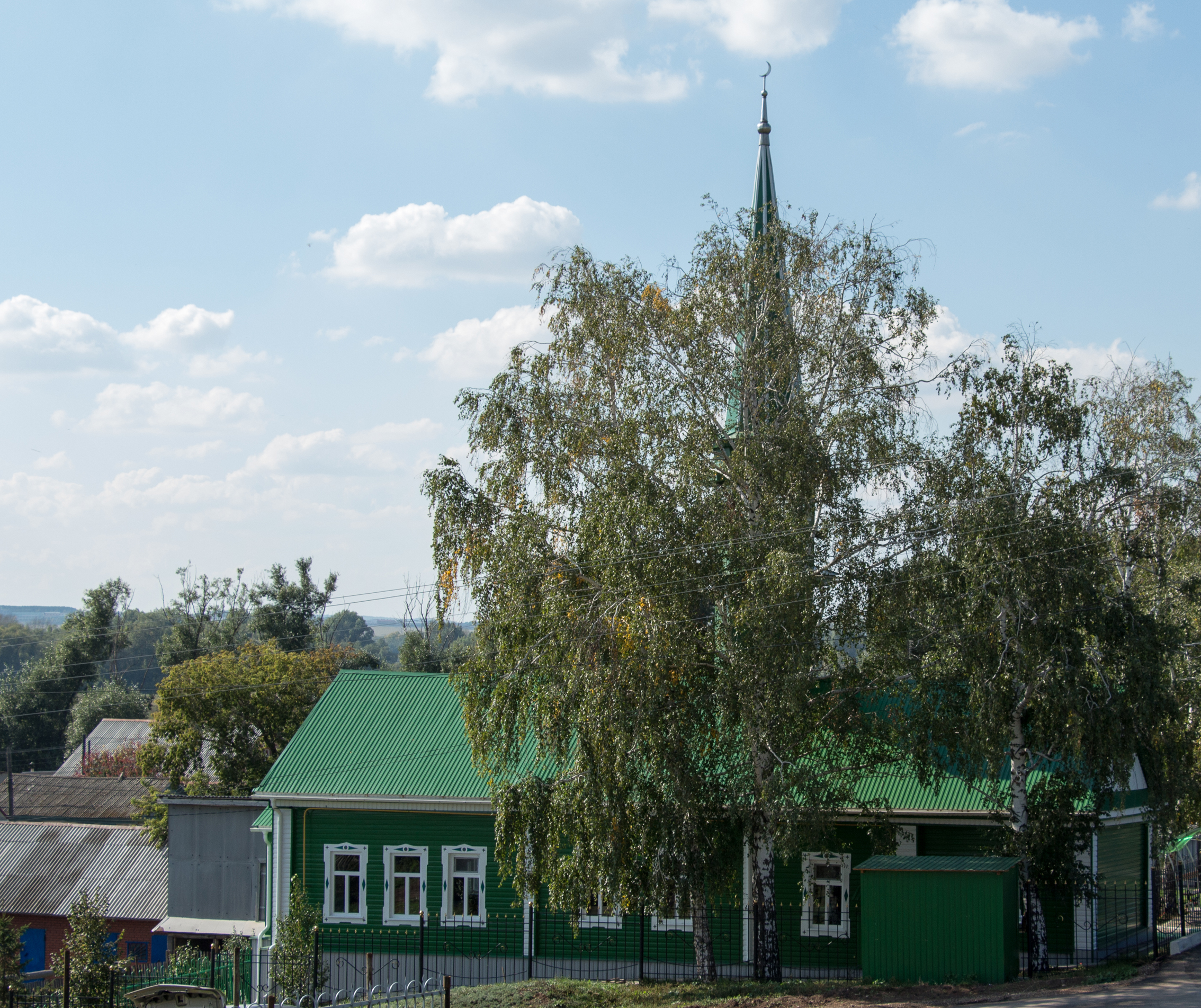
Мечеть села Зигитяк

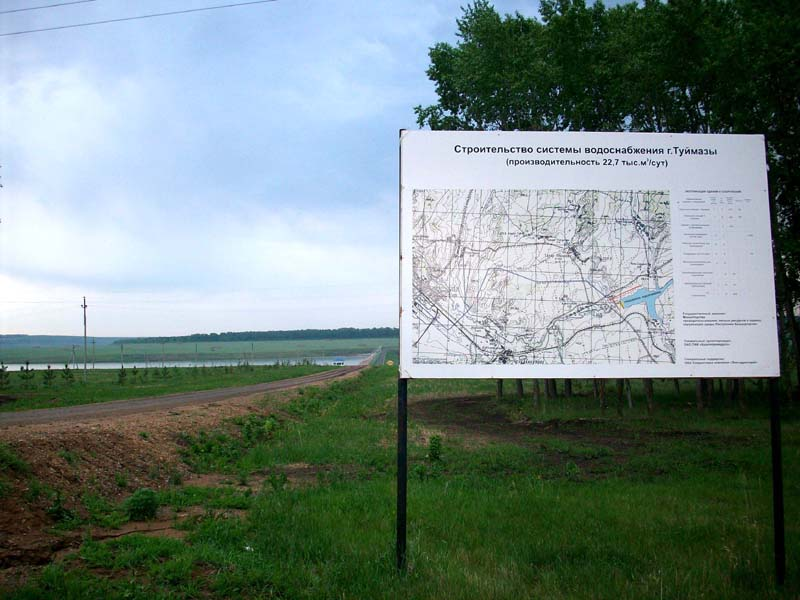
Туймазинское водохранилище

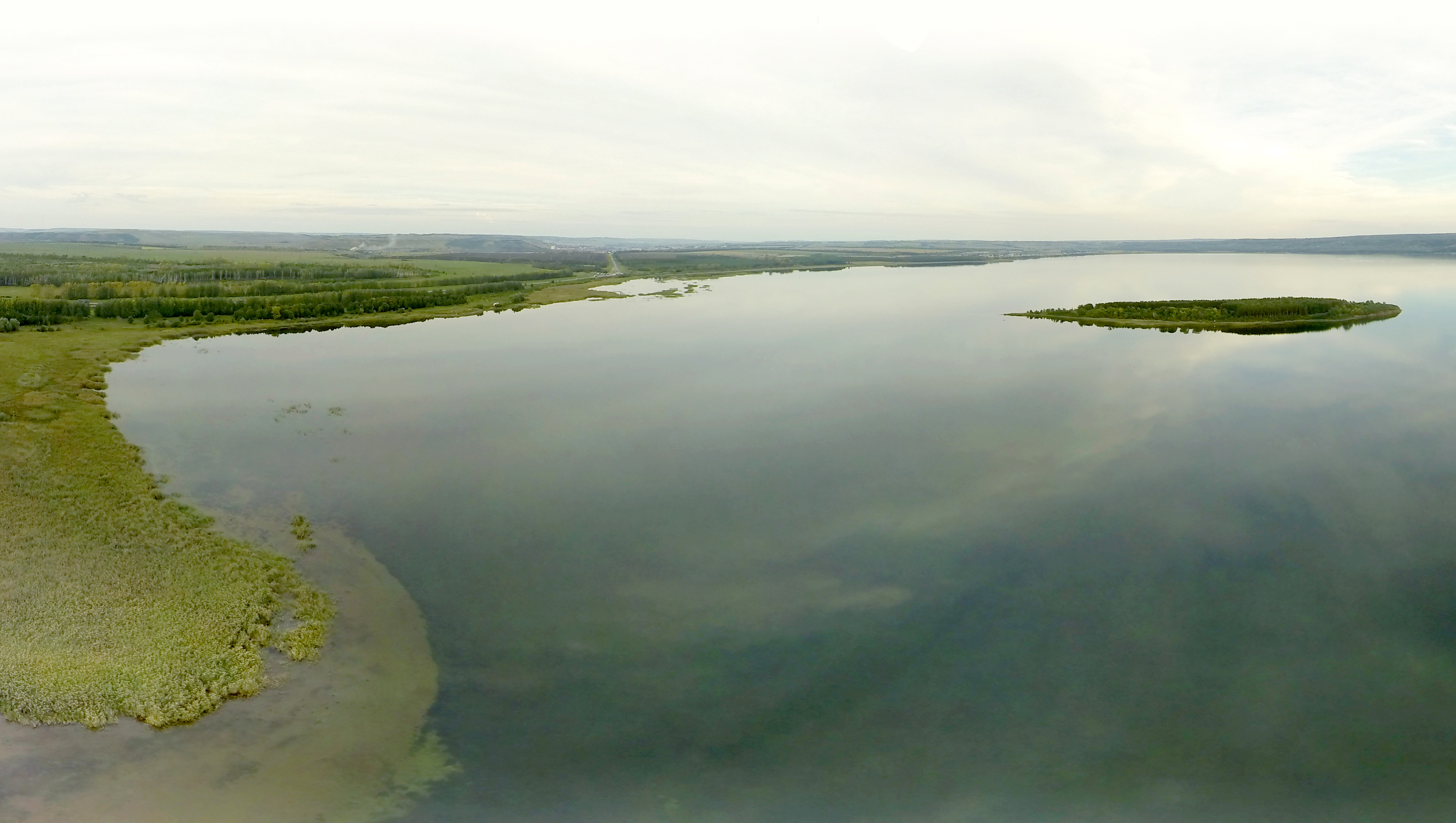
Кандрыкуль заповедный остров

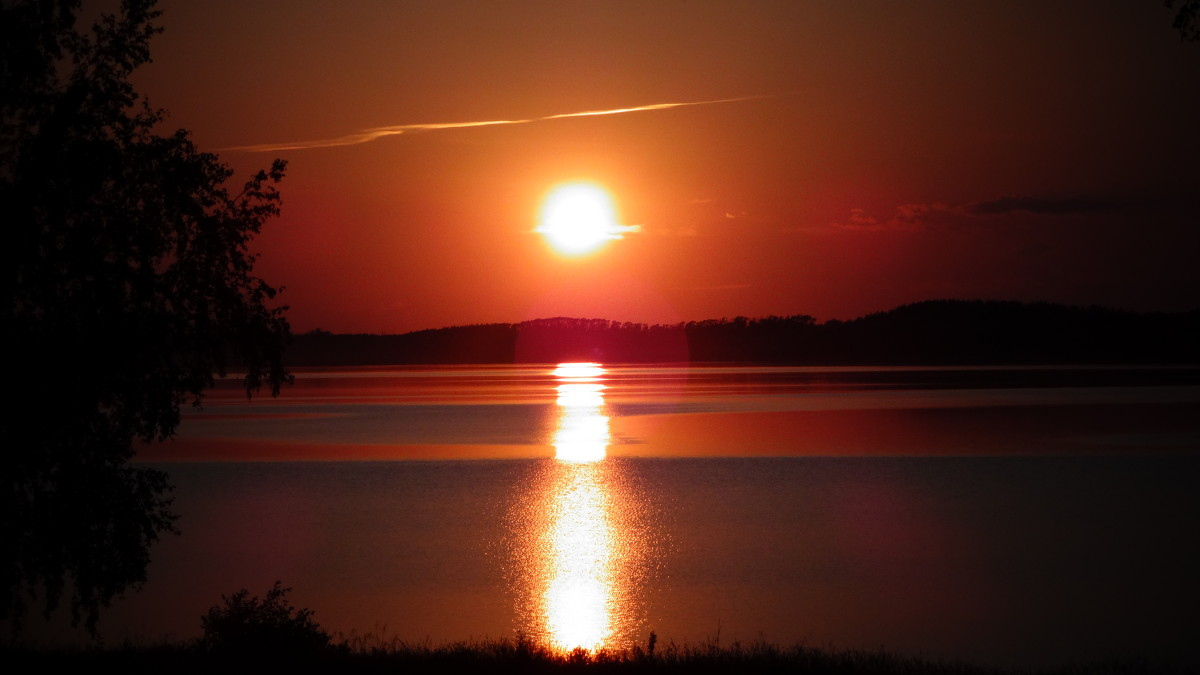
Закат

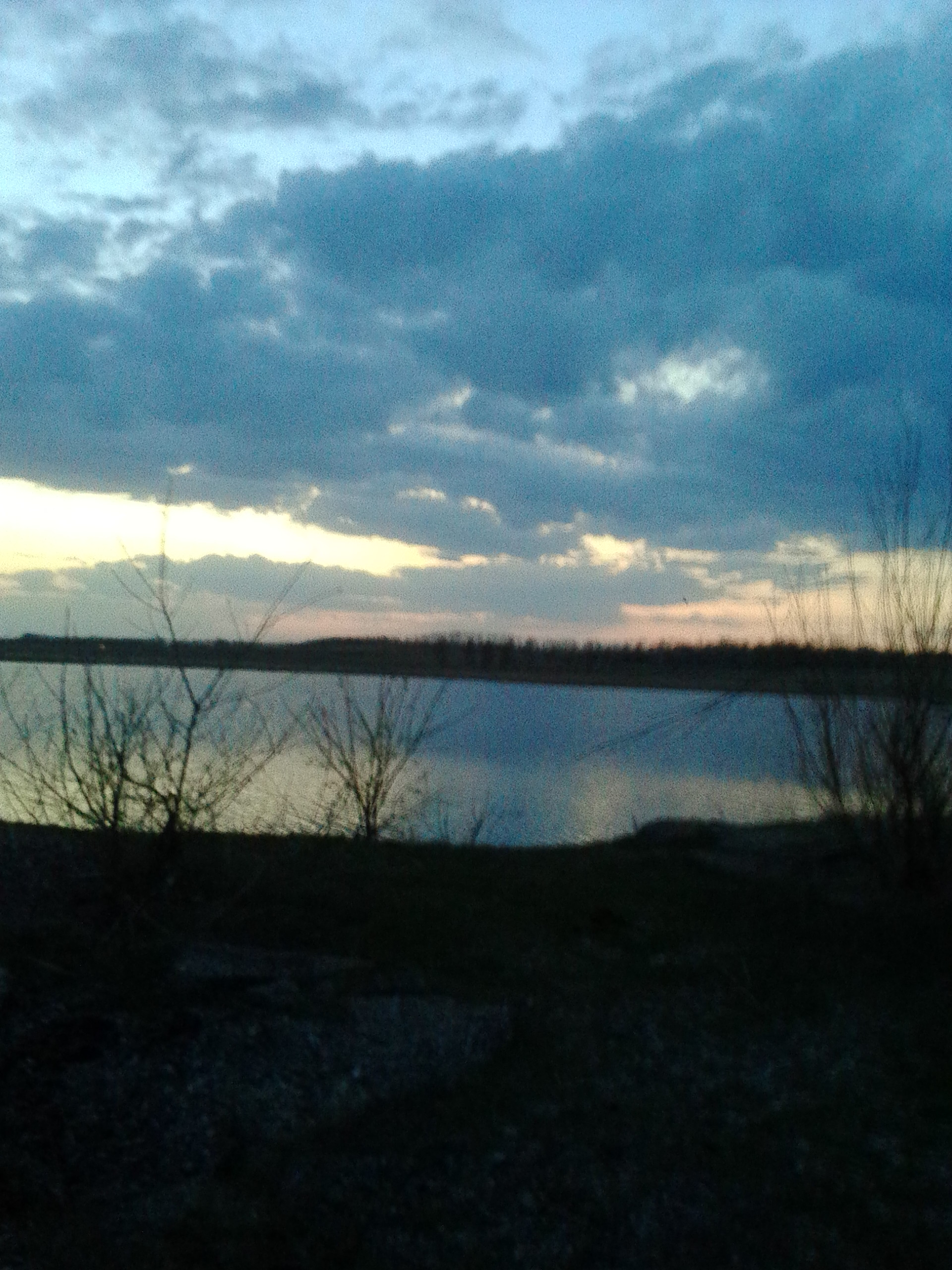
Кандры-куль. Вечер

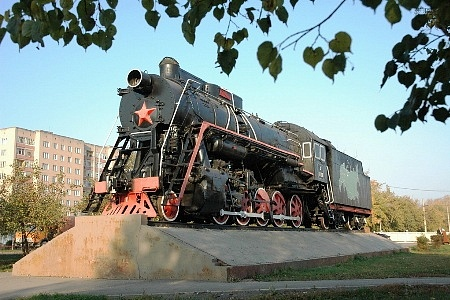
Памятник Первому паровозу

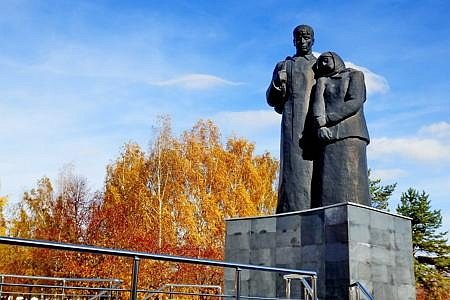
Памятник «Скорбящая мать»

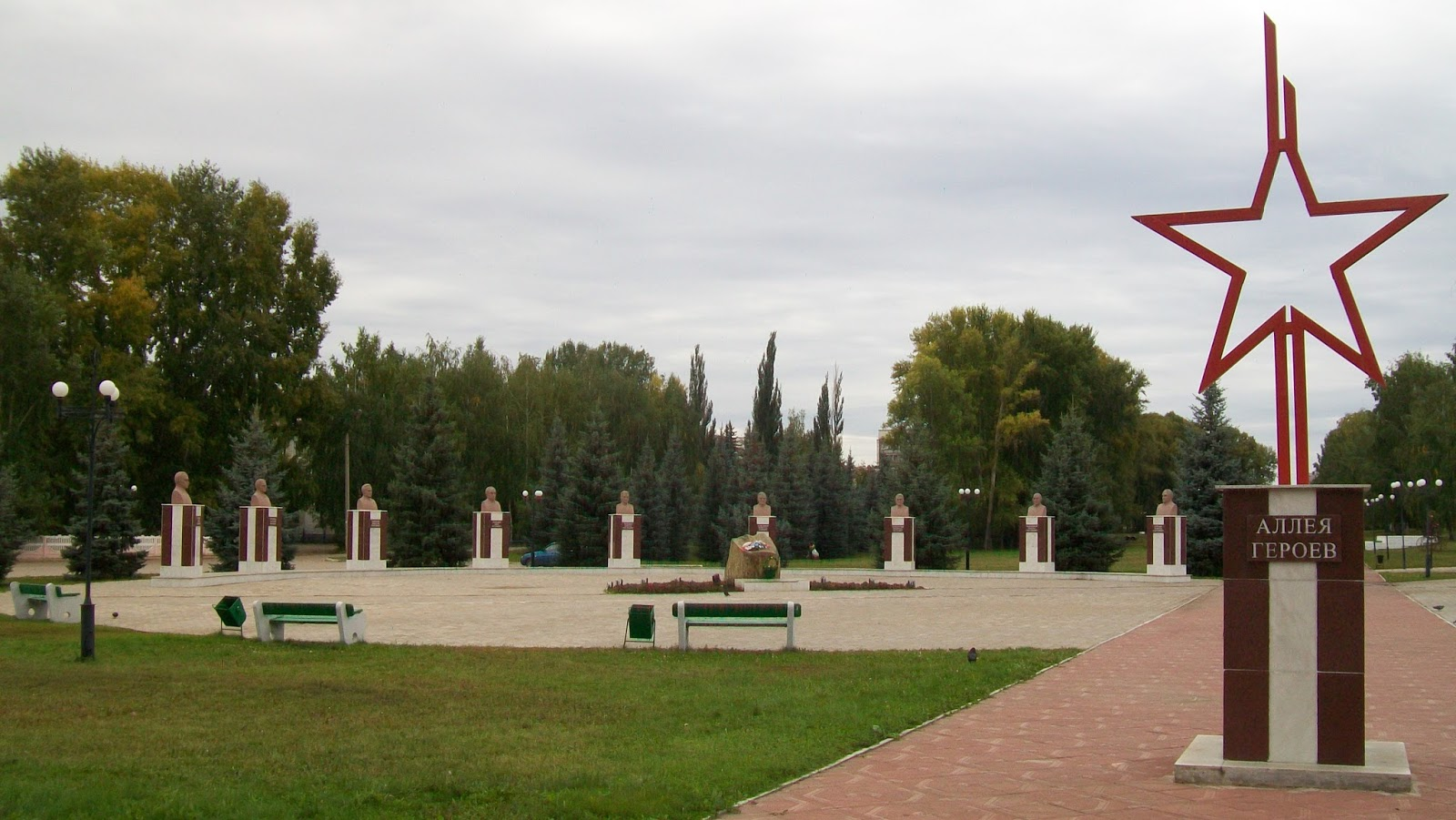
Аллея Героев (9 бюстов Героев Советского Союза)

Район — промышленно-сельскохозяйственный.
Многоотраслевую промышленность Туймазов представляют около 200 предприятий различной формы собственности топливной, химической, нефтехимической, машиностроительной, целлюлозно-бумажной, пищевой, перерабатывающей и других отраслей. Кроме развитой промышленности, в муниципальном районе успешно работает аграрный комплекс. Производством сельскохозяйственной продукции занимаются 23 сельскохозяйственных предприятий, 136 крестьянских (фермерских), а также более 22 тысяч личных подсобных хозяйств. Большую часть сельскохозяйственных угодий занимают посевы зерновых (33 101 га). Район специализируется на возделывании зерновых культур, сахарной свеклы, подсолнечника, овощей открытого и закрытого грунта, а также на разведении молочного и мясного скота, птицеводства.
Всего за 2018 год отгружено товаров собственного производства, выполнено работ и услуг собственными силами предприятий, организаций по всем видам деятельности в сумме более 20 млрд. рублей.
Оборот организаций по всем видам экономической деятельности за 2018 год составил более 30 млрд. руб.
На территории муниципального района в сфере малого и среднего предпринимательства зарегистрировано более 3 300 субъектов. Доля среднесписочной численности работников малых и средних предприятий в среднесписочной численности всех предприятий и организаций составляет 47,4%.На малых предприятиях занято более 18 тыс. человек, что составляет 30 % от численности экономически активного населения.
Недры богаты нефтью (Туймазинское нефтяное месторождение). Туймазинские нефтяники дали стране около полумиллиарда тонн чёрного золота. С его поиском, добычей и транспортировкой связаны будни трёх рабочих посёлков из четырёх, входящих в состав района — Кандров, Серафимовского и Субханкулово.
На территории района 21 крупных предприятий промышленности, 3 строительные организации, 17 предприятий жилищно-коммунального хозяйства. Наиболее важными предприятиями являются ОАО "Туймазытехуглерод", ОАО "Туймазинский завод автобетоновозов", ОАО "Туймазинский газоперерабатывающий завод", ОАО «УТС-Туймазыхиммаш», ООО "Картонно-бумажный комбинат", ОАО "СОЗАиТ", ООО Железобетон», ООО «Туймазинская керамика», ООО "Стройкерамика".
Одной из ключевых «точек роста» экономики района является малый и средний бизнес. По состоянию на 1 января 2019 года в сфере предпринимательства зарегистрированы и осуществляют свою деятельность 3 353 субъекта малого и среднего предпринимательства, из них 1 170 юридических лица, 2 183 индивидуальных предпринимателя.
Показатель «плотности» малых и средних предприятий в районе на 10 тысяч жителей по состоянию на 1 января 2019 года составил 253,14 единицы.
Более 40 % малых предприятий сосредоточены в сфере торговли, 10,5 % – в сфере транспорта и связи, 8,7 % – в обрабатывающем производстве, 6 % – в строительстве, 3 % – в сельском хозяйстве и другие.
В Туймазинском районе работают 1235 предприятий потребительского рынка, в т.ч.: продовольственных магазинов — 174, предприятий общественного питания — 293, киосков и павильонов — 59, рынок — 1. Бытовые услуги населению представляют — 425 предприятий, в т.ч. 3 муниципальных.
Местные предприниматели по праву завоевывают авторитет и признание на региональном, российском и международном рынках. «Лучшими предпринимателями 2018 года республики» признаны Марат Шайдуллин (ООО «Риапласт»), Олег Фаррахов (ООО КФХ «Туймазыагрогриб»), Станислав Гайнутдинов (ООО «НефтеМашАвтоматика»).
20 товаропроизводителей имеют разрешение на маркировку пищевых продуктов знаком «Продукт Башкортостана».
Победителями и призерами международных специализированных выставок являются туймазинские предприятия: «Инвестконсалтинг», «РаушБиер», мясокомбинат «САВА», «Фабрика сладостей», ООО «НижГеоКомплект».
Новейшие научные разработки и инновационные технологии, позволяющие во много раз увеличивать производство, внедряются на предприятиях: «БАСЭТ», «ГранПласт», «Корона», «Гофро-Пак».

## Транспортная доступность
Районный центр город Туймазы — важный транспортный узел, через который проходит железнодорожный ход Инза — Чишмы Куйбышевской железной дороги. По территории района проходит федеральная автодорога М-5 «Урал», автодороги республиканского и межмуниципального значения, множество крупных нефте- и газопроводов, доставляющих углеводородное сырье и природный газ в Поволжье, западные регионы страны.

## Образование
На территории муниципального района функционируют 38 дошкольных организаций с 27 филиалами и 3 группами при школах, из них 23 расположены в городе с охватом 5865 детей; 43 – в сельской местности с охватом 2 969 детей.
В районе функционируют 361 группы, из них 4 группы для детей с нарушениями зрения, 2 группы – для детей с задержкой психического развития, 1 группа – для детей с нарушением опорно-двигательного аппарата, 1 группа – для детей с недостатками слуха, 1 группа – для детей с нарушениями интеллекта, 1 группа – для детей со сложными дефектами, 5 групп – для детей с нарушениями речи, в 17 ДОУ есть логопункты. Дошкольным коррекционным образованием охвачено 671 ребенка, из них – 95 детей-инвалидов в ДОУ.
На территории муниципального района функционируют 33 общеобразовательных учреждения с общим охватом 15 359 учащихся. Все учреждения муниципальной формы собственности.
Учреждения образования реализуют различные формы организации обучения: в районе функционирует одно инновационное учреждение-гимназия № 1 г. Туймазы, школы с углубленным изучением отдельных предметов (СОШ № 2, № 8, школа-интернат № 1 г. Туймазы), ведется обучение по индивидуальным учебным планам (СОШ № 8, №4, №7 г. Туймазы, СОШ № 1 и № 2 с. Кандры), профильные классы (СОШ № 2, 6, 8, гимназия № 1 г. Туймазы, СОШ № 1 с. Серафимовский, СОШ с. Субханкулово). На базе МБОУ СОШ №1 г. Туймазы реализуются формы очно-заочного обучения.
Туймазинские школы попадают в престижные рейтинги Башкортостана и России: в списке ста лучших образовательных учреждений России — СОШ №7 г. Туймазы, которая также активно сотрудничает с ЮНЕСКО.  Школа №1 с. Серафимовский стала лауреатом Ежегодной Невской Образовательной Ассамблеи. СОШ с. Субханкулово и школа №1 с. Серафимовский признаны лучшими школами региона.

## Здравоохранение
Здравоохранение города Туймазы и Туймазинский район сегодня – это 12 лечебно-профилактических учреждений здравоохранения с 619 койками в стационарах круглосуточного пребывания, 286 коек в дневных стационарах, амбулаторно-поликлиническими учреждениями на 2675 посещений в смену, станцией скорой медицинской и неотложной помощи и ее филиалами, детский санаторий на 50 коек. Первичная доврачебная помощь осуществляется 51 фельдшерско-акушерскими пунктами и 6-ю здравпунктами.
В ГБУЗ РБ Туймазинская ЦРБ работает 2226 сотрудников: врачей – 291, в том числе в декретном отпуске – 20 (количество штатных единиц врачей всего – 450,50); среднего медицинского персонала – 1 169, в том числе в декретном отпуске – 144 (количество штатных единиц среднего медперсонала всего – 1 176,5); младшего медицинского персонала – 20 (количество штатных единиц младшего медперсонала всего – 23,25).
Укомплектованность врачами составляет (с находящимися в декретном отпуске) – 64,6 % (физические лица/штатные единицы), в том числе врачами участковыми терапевтами – 74,6 %, врачами-педиатрами участковыми – 72,7 %. Основной состав врачей терапевтов и педиатров составляют врачи пенсионного возраста. Укомплектованность средним медицинским персоналом – 99,4 %. Обеспеченность населения врачами составляет 22,0 на 10 тыс. населения (по РБ – 34,4 на 10 тыс. населения). Обеспеченность средним медицинским персоналом – 88,2 на 10 тыс. населения (по РБ – 94,9 на 10 тыс. населения). Обеспеченность койками составляет 46,6 на 10 тыс. нас.

## Культура
Сеть учреждений культуры представлена: 36 культурно-досуговых  учреждений (Дворец культуры «Родина»  ГП г. Туймазы, 35 сельских домов культуры и клубов в составе МАУК «Межпоселенческая клубная система»); 3 музыкальные  школы, школа искусств, художественная  школа; 41 библиотека (в т.ч. 8 модельных) в составе МАУК «Межпоселенческая центральная библиотека»; ГАУКиИ  РБ Туймазинский татарский государственный  драматический театр; МУП «Центральный  парк культуры и отдыха» г. Туймазы; 1 кинотеатр.
Особую любовь зрителей завоевал ансамбль танца «Сафар» — неоднократный победитель международных, всероссийских, республиканских танцевальных конкурсов и фестивалей.
В Туймазах проводятся значимые для Башкортостана культурные мероприятия — Открытый республиканский фестиваль народной хореографии «Хоровод дружбы» и Межрегиональный конкурс протяжной песни «Оҙон көй».
На территории района расположены памятники природы Шумиловские водопады.

## Спорт
Всего в муниципальном районе культивируется 62 вида спорта. Ведущими видами являются: волейбол, самбо, дзюдо, бокс, кикбоксинг, шахматы, плавание, легкая атлетика, бильярд, национальная борьба куреш и борьба на поясах, хоккей, футбол.
Ежегодно более 30 спортсменов становятся победителями и призерами Всероссийских соревнований. Имеются высокие достижения и на Международных соревнованиях.
Команда муниципального района ежегодно принимает активное участие в комплексной Спартакиаде РБ среди инвалидов, входит в число лидеров в своей подгруппе.
Туймазинский район имеет развитую инфраструктуру спортивных сооружений: МАУ СОК «Олимпиец», УСЛК «Туймазы-Арена» им. С.Н. Гимаева. Ежегодно вводятся новые спортивные объекты. В 2018 г. открылась 2-я очередь УСЛК Туймазы-Арена им. С.Н. Гимаева с современным игровым залом 40х60м и 10-ю раздевалками. Введен в эксплуатацию ФОК «Победа» в с. Кандры. На стадионе «Спартак» г. Туймазы уложено современное искусственное поле, поступившее согласно ФЦП «Развитие физической культуры и спорта в РФ 2014—2020 г.» (первый этап капитального ремонта стадиона). Ведется строительство ФОК в с. Дуслык, капитальный ремонт МАУ СОК «Олимпиец». В 2017–2018 гг. построены 6 универсальных спортивных площадок с синтетическим покрытием, и две площадки для занятий силовыми единоборствами.
Доля населения, систематически занимающегося физической культурой и спортом, составила в 2018 году 42 %, увеличилась по сравнению с прошлым годом на 4,4 процентных пункта. Наблюдается положительная динамика показателя «доля обучающихся, систематически занимающегося физической культурой и спортом, в общей численности обучающихся». В 2018 году значение показателя составило 89 %.

## Средства массовой информации
Издаётся газета «Туймазинский вестник» на русском и татарском языке.
Телекомпания «Туймазы» три раза в неделю выпускает в эфир информационно-новостную программу «Объектив» на русском языке.

## Достопримечательности
- Балка «Саган» — обширная разветвлённая овражно-балочная система, устье которой выходит к долине реки Усень. Скалистые выходы песчаников перемежаются небольшими водопадами на ручьях, весной и летом склоны балки покрыты ковром цветущих луговых растений, а с вершины увала открывается живописная панорама долины реки Ик. В 1985 году балка "Саган" объявлена государственным памятником природы регионального значения[41][42][43].
- Икские пещеры — памятник природы, образованный в результате воздействия воды на скальные породы. Наиболее известны и изучены три пещеры: "Водяная", "Ледяная" и "Новая". Температура в пещерах постоянная, около 5—6°С[44][45][46].
- Историко-краеведческий музей — музей в городе Туймазы. Открыт в 1973 году, с 1989 года — филиал Национального музея Республики Башкортостан. В настоящее время в фондах музея хранится более 41 тысячи экспонатов. Организуются тематические выставки и выставки из собственных фондов, проводятся праздничные массовые мероприятия, выездные выставки, лекции, экскурсии[47][48][49].
- Кандринские посадки сосны — памятник природы республиканского значения. Высажены в начале XX века на землях, непригодных для сельскохозяйственных работ, площадью 11 га. Значительная часть посадок погибла в пожаре через несколько лет после высадки, позже была восстановлена.[50][51].
- Крестовоздвиженский храм — храм деревянной архитектуры, один из старейших культовых сооружений Башкортостана. Построен в 1884—1886 гг. В годы советской власти — единственный действующий православный храм в западной части Уфимской епархии. Закрыт в 1930 году, передан верующим в 1946 году. Имеет 2 престола[52][53][54].
- Мечеть села Зигитяк — деревянная мечеть, памятник архитектуры Башкортостана. Построена в 1912—1914 гг. Службы велись до 1936 года. Затем здесь размещались шелкопрядильный цех, зернохранилище, в годы Великой Отечественной войны лазарет, а в послевоенные годы пионерский лагерь. До наших дней сохранились минарет и внутреннее убранство мечети. В 2012 году был проведён капитальный ремонт, который вдохнул в мечеть вторую жизнь[55][56][57].
- Кандрыкуль — озеро карстово-провального происхождения, второе по величине озеро Башкортостана. Многообразие растительности по берегам озера: широколиственные леса и степи, встречаются лекарственные растения и водоросли, многие из которых занесены в Красную книгу. На озере отдыхают на пролёте стаи гусей, гнездится редкая утка-пеганка, обычны: кряква, чирок, хохлатая чернеть, озёрная чайка, береговая ласточка. Озеро богато рыбой: водятся налим, щука, окунь, карась, линь и плотва. На берегу озера созданы базы отдыха. Вокруг озера 18 января 1995 года была создана особо охраняемая природная территория — Природный парк «Кандры-Куль»[58][59][60].
- Свято-Троицкий храм — храм в селе Верхне-троицкое, памятник архитектуры XVIII века, построен в стиле казанского барокко. Имеет высокую колокольню и частично сохранившийся лепной декор. Толщина стен местами достигает 1,2 метра. В нескольких оконных проёмах сохранились кованые решётки волнисто-ромбического рисунка, в окнах притворов — копьевидные вертикали, объединённые горизонтальными и крестообразными связями. До Октябрьской революции храм являлся центральным приходом в округе. При его строительстве на приготовление раствора использовались яйца. В настоящее время храм частично отреставрирован[61][62][63].
- Туймазинское водохранилище — расположено в долине реки Нугуш. Построено в 2007 году, является основным источником питьевой воды для города Туймазы.[64][65][66].

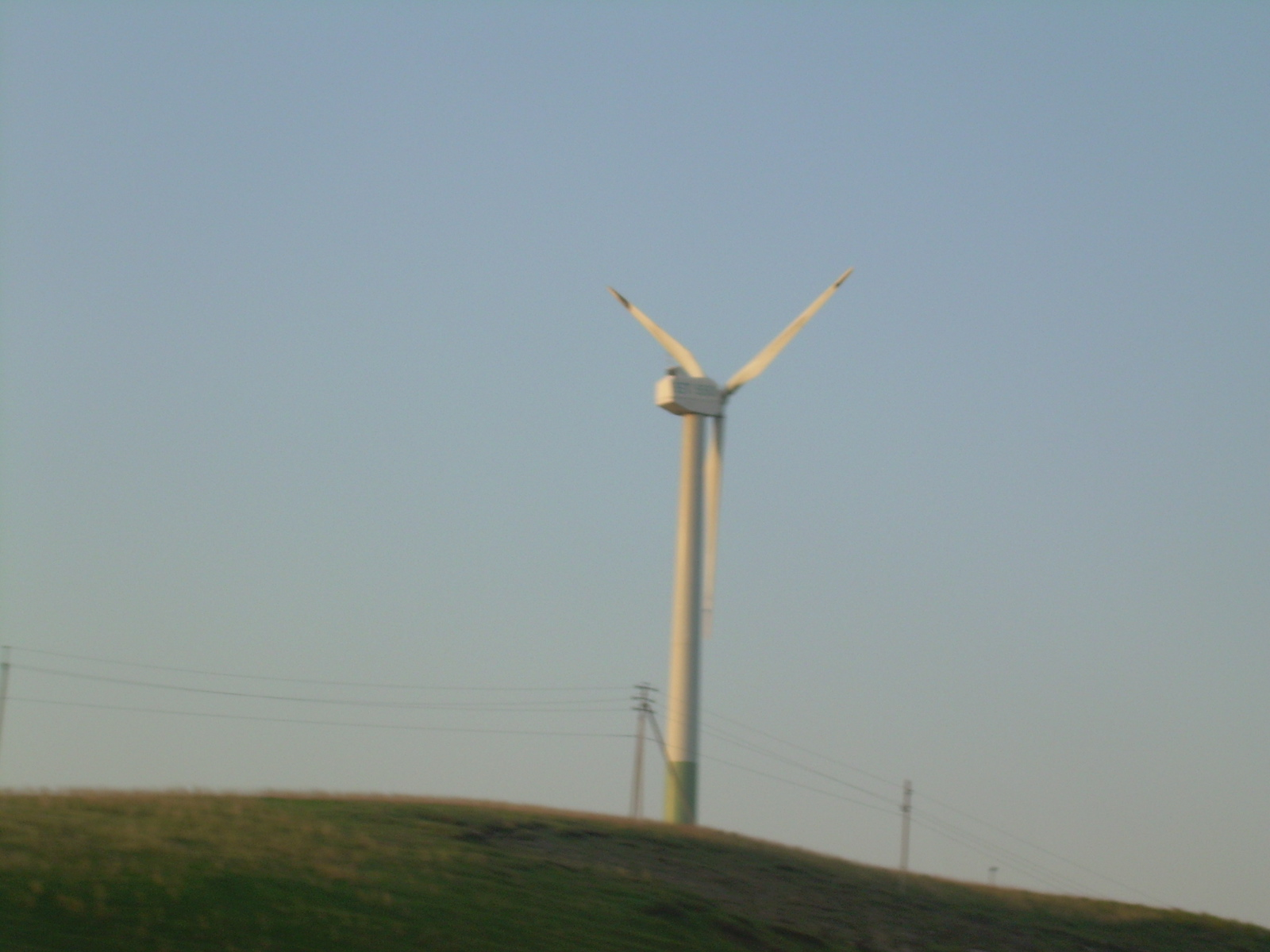
Ветряная станция

- Ветряная станцияТюпкильдинские ветряки — одна из самых мощных в России ветряных электростанций, третий по мощности российский ветропарк[67][68].
- Усеньские столбы — геологический памятник природы, находится на склоне увала, протянувшегося вдоль долины реки Усень — их можно видеть от устья реки Большой Нугуш до понижения в районе деревни Айтактамак. Абсолютная высота увала составляет 220 м, в районе деревни Кызыл-Таш он поднимается на 107 м. Отдельные усеньские "столбы" имеют небольшие пещеры. Самая большая находится возле деревни Кызыл-Таш[69][70][71].
- Шумиловские водопады — водопад, образованный Шумиловскими ключами. Необычен тем, что находится вдали от ближайших гор, а вода стекает со значительной высоты по склону невысокого скалистого холма, с уровня почти половины его высоты. Вода из водопада сливается в единый ручей и впадает в речку Большой Кидаш. Памятник природы с 2010 года[72][73][74].